# Super Ibérica de Rugby
La Liga Superibérica de Rugby o SIR fu un torneo interconfederale di rugby a 15 riservato a franchise provenienti da Spagna, Portogallo e Gibilterra.
Istituita nel 2008, essa vide alla partenza della prima edizione, tenutasi tra aprile e luglio 2009, solo sei franchise spagnole; la crisi economica giunta in Europa l'anno prima impedì l'espansione del torneo alle squadre portoghesi e nel 2010 la Lega Superiberica chiuse dopo una sola edizione.
A vincere il trofeo furono i Gatos de Madrid, franchise della Capitale spagnola.

## Storia
A giugno 2008 l'ancora fresca qualificazione del Portogallo alla Coppa del Mondo di rugby 2007 in Francia aveva lasciato nel rugby spagnolo — la cui unica apparizione alla massima rassegna era vecchia di quasi un decennio, risalendo alla Coppa del Mondo di rugby 1999 in Galles — un complesso d'inferiorità nei confronti del più piccolo ma agguerrito coinquilino iberico.
La competizione, tuttavia, nacque già di fatto economicamente azzoppata dall'annuncio della crisi economica da parte dell'allora premier spagnolo Zapatero nonostante fossero stati trovati sponsor di livello, a iniziare dalla stessa Canal+ che avrebbe garantito la copertura televisiva.
In aggiunta a ciò nacque una guerra tra il nuovo organismo, Superibérica S.A., e le federazioni circa il calendario, il compenso da corrispondere agli arbitri, gli organi disciplinari e altri aspetti di competenza federale.
Dalle 10 franchise previste, 4 erano dal Portogallo (tra cui le sezioni rugbistiche di Belenenses e Benfica) e una da Gibilterra ma a causa dei citati dissidi e mancati accordi, la lega si ridusse a 6, tutte spagnole, basate su squadre già esistenti (per esempio i Gatos di Madrid si basarono fondamentalmente sugli organici di CRC Pozuelo e Cisneros).

### L'unica edizione
La stagione 2009 vide la luce il 24 aprile con 6 franchise ai nastri di partenza che si affrontarono con la formula del girone all'italiana con gare di andata e ritorno, per un totale di 10 incontri ciascuna.
Il punteggio adottato fu quello dell'Emisfero Sud, ovvero 4 punti a vittoria, 2 per il pari e 0 per la sconfitta, più eventuali bonus di un punto per la squadra che marcasse almeno 4 mete nell'incontro e la perdente con eventualmente 7 punti o meno di scarto.
Le prime 4 classificate disputarono la semifinale; a fine stagione regolare esse risultarono essere, nell'ordine, i Mariners della provincia di Alicante, i Gatos di Madrid, i Korsariak, compagine del Paese Basco, e i catalani Almogavers.
A vincere la semifinale il 3 luglio furono le prime due in classifica le quali, nella successiva finale disputata nello stadio del Rayo Vallecano a Madrid, pareggiarono 28-28 anche se il titolo andò alla franchise madrilena la quale aveva realizzato due mete nell'incontro a fronte dell'unica degli alicantini.

### La chiusura
Il torneo ebbe un buon successo televisivo: a inizio 2010 Canal+ diffuse i dati d'ascolto dell'anno precedente e rilevò per la Superibérica uno share iniziale dell'1,4% per poi salire progressivamente fino ad attestarsi tra il 4,5 e il 5% durante tutta la stagione regolare, 6,5% nelle semifinali e 8,1% durante la gara di finale, persino un decimo di punto superiore allo share di Francia-Inghilterra del Sei Nazioni 2009.
Superibérica Rugby si dichiarava quindi fiduciosa circa lo sviluppo della lega e più in generale del rugby professionistico in Spagna e, verosimilmente, in Portogallo.
Al 2017 l'unica competizione transnazionale riservata alle squadre di club portoghesi e spagnole è la Coppa Iberica, istituita nel 1965.

## Il torneo

### Formato
Le 6 squadre si affrontarono in gara di andata e ritorno tra il 24 aprile e il 27 giugno 2009; la stagione regolare fu disputata con il sistema del girone all'italiana.
Le prime quattro classificate si affrontarono nella Final Four a Madrid: il terreno di tutte le gare di semifinale e le due finali per il titolo e il terzo posto furono disputate allo stadio Teresa Rivero nel quartiere di Vallecas, terreno di gioco interno della società calcistica Rayo Vallecano.
Per gli accoppiamenti di semifinale, le prime due squadre a scendere in campo furono la prima contro la quarta e, a seguire, la seconda contro la terza.
Le vincitrici delle due semifinali si affrontarono per il titolo, mentre le sconfitte, nello stesso impianto , si incontrarono per la finale del terzo posto.
Il regolamento prevedeva che a parità di punti segnati alla fine di ciascun incontro a eliminazione prevalesse il maggior numero di mete marcate: al termine della finale tra i Gatos de Madrid e La Vila Mariners il punteggio fu 28-28 e la squadra di Madrid prevalse per avere marcato una meta in più.

### Squadre partecipanti
- Almogàvers (Sant Boi de Llobregat, Catalogna)
- Andalucía (Siviglia, Andalusia)
- Vacceos Cavaliers (Valladolid, Castiglia e León)
- Gatos de Madrid
- Korsarioak (San Sebastián, Paesi Baschi)
- La Vila Mariners (Alicante, Valencia)

### Stagione regolare
| 24-4-2009 | 1ª/6ª giornata          | 29-5-2009 |
| --------- | ----------------------- | --------- |
| 12-36     | Cavaliers — Mariners    | 24-49     |
| 31-14     | Gatos — Andalucía       | 16-33     |
| 24-17     | Korsarioak — Almogàvers | 10-21     |
|           |                         |           |

| 15-5-2009 | 4ª/9ª giornata         | 20-6-2009 |
| --------- | ---------------------- | --------- |
| 53-15     | Gatos — Cavaliers      | 19-12     |
| 55-0      | Korsarioak — Andalucía | 25-10     |
| 39-16     | Mariners — Almogàvers  | 9-23      |
|           |                        |           |

| 2-5-2009 | 2ª/7ª giornata        | 6-6-2009 |
| -------- | --------------------- | -------- |
| 13-32    | Almogàvers — Gatos    | 12-19    |
| 17-18    | Cavaliers — Andalucía | 26-15    |
| 29-29    | Mariners — Korsarioak | 15-25    |
|          |                       |          |

| 23-5-2009 | 5ª/10ª giornata        | 27-6-2009 |
| --------- | ---------------------- | --------- |
| 28-10     | Almogàvers — Andalucía | 19-25     |
| 29-8      | Cavaliers — Korsarioak | 14-24     |
| 35-12     | Mariners — Gatos       | 37-28     |

| 9-5-2009 | 3ª/8ª giornata         | 13-6-2009 |
| -------- | ---------------------- | --------- |
| 12-35    | Andalucía — Mariners   | 8-36      |
| 36-7     | Almogàvers — Cavaliers | 13-27     |
| 17-22    | Gatos — Korsarioak     | 18-12     |

#### Classifica
|  |    | Squadra           | G  | V | N | P | PF  | PS  | P±   | B | Pt |
|  | -- | ----------------- | -- | - | - | - | --- | --- | ---- | - | -- |
|  | 1. | La Vila Mariners  | 10 | 7 | 1 | 2 | 320 | 189 | 131  | 6 | 36 |
|  | 2. | Gatos de Madrid   | 10 | 7 | 0 | 3 | 262 | 188 | 74   | 5 | 33 |
|  | 3. | Korsarioak        | 10 | 6 | 1 | 3 | 234 | 170 | 64   | 5 | 31 |
|  | 4. | Almogàvers        | 10 | 4 | 0 | 6 | 192 | 197 | −5   | 5 | 21 |
|  | 5. | Vacceos Cavaliers | 10 | 3 | 0 | 7 | 183 | 271 | −88  | 4 | 16 |
|  | 6. | Andalucía         | 10 | 2 | 0 | 8 | 123 | 299 | −176 | 1 | 9  |

### Fase aplay-off
|  | semifinali       | semifinali       | semifinali      |                 |                  | finale           | finale          | finale          |  |
|  |                  |                  |                 |                 |                  |                  |                 |                 |  |
|  | La Vila Mariners | La Vila Mariners | 36              |                 |                  |                  |                 |                 |  |
|  | La Vila Mariners | La Vila Mariners | 36              |                 |                  |                  |                 |                 |  |
|  | Almogàvers       | Almogàvers       | 20              |                 |                  |                  |                 |                 |  |
|  | Almogàvers       | Almogàvers       | 20              |                 | La Vila Mariners | La Vila Mariners | 28              |                 |  |
|  |                  |                  |                 |                 | La Vila Mariners | La Vila Mariners | 28              |                 |  |
|  |                  |                  | Gatos de Madrid | Gatos de Madrid | 28               |                  |                 |                 |  |
|  | Gatos de Madrid  | Gatos de Madrid  | Gatos de Madrid | Gatos de Madrid | 28               | 28               |                 |                 |  |
|  | Gatos de Madrid  | Gatos de Madrid  |                 |                 |                  | 28               |                 |                 |  |
|  | Korsarioak       | Korsarioak       | 9               |                 |                  | Finale 3º posto  | Finale 3º posto | Finale 3º posto |  |
|  | Korsarioak       | Korsarioak       | 9               |                 |                  |                  |                 |                 |  |
|  |                  |                  |                 |                 |                  |                  |                 |                 |  |
|  |                  |                  |                 |                 |                  | Almogàvers       | Almogàvers      | 9               |  |
|  |                  |                  |                 |                 |                  | Almogàvers       | Almogàvers      | 9               |  |
|  |                  |                  |                 |                 |                  | Korsarioak       | Korsarioak      | 12              |  |

#### Semifinali
| Arbitro: | Pedro Montoya |

|                                       |      |                        |
| le Roux 22’ J. Carrión 78’ Davies 79’ | mt   | 29’ Aubanell 60’ Alcón |
| Gómez 22’, 78’, 79’                   | tr   | 29’, 60’ Badia         |
| Gómez 14’, 32’, 40’, 68’              | c.p. | 38’, 43’ Badia         |
| Gómez 58’                             | drop |                        |

| Arbitro: | Paulo L. Mourinha |

|                                      |      |                    |
| Feijóo 4’ Bernasconi 70’ Sempere 80’ | mt   |                    |
| Cabral 70’, 80’                      | tr   |                    |
| Cabral 48’, 63’                      | c.p. | 8’, 16’, 53’ Bueno |
| Sempere 63’                          | drop |                    |

#### Finale per il 3º posto
| Arbitro: | Paloma Loza |

|                                       |      |                       |
| Gorrotxategui 6’ Gorka Etxeberría 25’ | mt   |                       |
| Gorka Bueno 25’                       | tr   |                       |
|                                       | c.p. | 7’, 30’, 35’ Aubanell |

#### Finale
| Arbitro: | Felix Villegas |

| |              | |
| Tudela 15’ Enríquez 80+1’ | mt           | 55’ J. Carrión |
| | tr           | 55’ Gómez |
| Cabral 2’, 9’, 31’, 53’, 61’, 73’ | c.p.         | 4’, 13’, 21’, 39’, 40+3’, 76’ Gómez                                                                                                |
| | drop         | 64’ Burton |
| · Sempere · Tudela · Canosa · 38-48’ P. Enríquez · Fernández · Cabral · J. Fernández · Insausti · Vargas · Salazar · Pérez · López · Palmers · Noriega · V. Gómez | Formazioni   | David A. Gómez le Roux Cruickshanks Sailasa Quirelli Ceretto Hutchinson Previtera R. Martínez Rolston F. Martínez Craig Aceña Cook |
| Onega Gugernazde Bernasconi Matt Feijóo Gama R. Enriquez | Sostituzioni | J. Phipps M. George Gallego B. Davies Burton G. Carrión J. Carrión                                                                 |
| Régis Sonnes | Allenatori   | Bryce Bevin |